# Carlo Cozio
Carlo Francesco Cozio, conte di Montiglio e Salabue (Casale Monferrato, 1715 – Salabue, 1780), è stato uno scacchista italiano.
È autore dell'opera Il giuoco degli scacchi o sia Nuova idea di attacchi, difese e partiti del Giuoco degli Scacchi, in due volumi (Stamperia Reale, Torino 1766).

## Biografia
Era figlio del conte Giuseppe Maria Cozio e gli fu dato il nome del nonno Carlo Francesco Cozio (1620-1693), che fu il fondatore della casata, avendo ottenuto nel 1665 dal duca di Mantova Carlo II il titolo di conte e i piccoli feudi di Montiglio e Salabue. Suo figlio, Ignazio Alessandro Cozio, è stato un celebre collezionista e commerciante di strumenti musicali. 
Come si evince da una copia manoscritta della prima stesura datata 1740, in possesso del grande maestro tedesco Lothar Schmid di Bamberga, l'opera era sostanzialmente pronta a quella data; tuttavia fu pubblicata, con alcune aggiunte, solo molto più tardi. Il libro è citato in molte opere scacchistiche successive  (Domenico Ponziani, Ercole Del Rio, George Walker, William Lewis, Howard Staunton, ecc.), ma ebbe diffusione limitata anche perché molte copie andarono distrutte in un incendio della Stamperia Reale di Torino. 
A differenza della scuola modenese allora in auge in Italia, accettò le regole europee dell'arrocco "alla Calabrista" (quelle moderne) e la promozione a Donna di più pedoni. Il libro contiene anche numerosi problemi e studi di finali, alcuni dei quali di notevole profondità, da lui stesso composti.  
La variante della partita Spagnola 1. e4 e5 2. Cf3 Cc6 3. Ab5 Cge7 (ECO C60) prende il suo nome, così come la risposta alla Difesa Russa detta Attacco Cozio 1. e4 e5 2. Cf3 Cf6 3. Cxe5 d6 4. Cf3 Cxe4 5. De2